# Championnat des Maldives de football 2015
Navigation
Saison précédente Saison suivante
La saison 2015 du Championnat des Maldives de football est la soixante-quatrième édition du championnat national aux Maldives. Le format de la compétition change cette saison et prend la forme d'un championnat classique. Les huit clubs de l'élite sont regroupés au sein d'une poule unique où ils s'affrontent deux fois. À l'issue de la saison, le dernier du classement est relégué tandis que l'avant-dernier dispute un barrage de promotion-relégation face au vice-champion de deuxième division.
C’est le double tenant du titre, New Radiant, qui est à nouveau sacré cette saison après avoir terminé en tête du classement final, avec quatre points d’avance sur le club promu de D2, TC Sports Club et neuf sur Club Eagles. Il s'agit du douzième titre de champion des Maldives de l'histoire du club.

## Les clubs participants
| - Victory SC - Maziya SRC - Club Valencia - Mahibadhoo SC - New Radiant - BG Sports - TC Sports Club - Promu de D2 - Club Eagles |

## Compétition
Le barème de points servant à établir le classement se décompose ainsi :
- Victoire : 3 points
- Match nul : 1 point
- Défaite : 0 point

### Classement
| Rang | Équipe          | Pts | J  | G  | N | P  | Bp | Bc | Diff |
| ---- | --------------- | --- | -- | -- | - | -- | -- | -- | ---- |
| 1    | New RadiantT    | 33  | 14 | 10 | 3 | 1  | 27 | 13 | +14  |
| 2    | TC Sports ClubP | 29  | 14 | 8  | 5 | 1  | 26 | 12 | +14  |
| 3    | Club Eagles     | 24  | 14 | 6  | 6 | 2  | 24 | 13 | +11  |
| 4    | Maziya SRCC     | 21  | 14 | 6  | 3 | 5  | 26 | 20 | +6   |
| 5    | Victory SC      | 17  | 14 | 5  | 2 | 7  | 23 | 23 | 0    |
| 6    | Club Valencia   | 16  | 14 | 5  | 1 | 8  | 25 | 27 | -2   |
| 7    | BG Sports Club  | 13  | 14 | 3  | 4 | 7  | 18 | 26 | -8   |
| 8    | Mahibadhoo SC   | 2   | 14 | 0  | 2 | 12 | 12 | 47 | -35  |

|  | Qualification pour la Coupe de l'AFC 2016                                  |
|  | Participation au barrage de promotion-relégation                           |
|  | Relégation directe en deuxième division                                    |
|  | T : Tenant du titre C : Vainqueur de la Coupe des Maldives P : Promu de D2 |

### Barrage de promotion-relégation
Le 7e de Dhivehi League doit affronter le vice-champion de deuxième division pour déterminer le dernier club participant au championnat la saison prochaine.
| Équipe 1       | Résultat | Équipe 2         |
| -------------- | -------- | ---------------- |
| BG Sports Club | -        | (D2) Police Club |

- Le résultat de la rencontre n'est pas connu mais il s'avère que BG Sports Club se maintient en première division.

## Bilan de la saison
| Championnat des Maldives de football 2015 |                         |
| Champion                                  | New Radiant (12e titre) |
| Coupes et trophées                        |                         |
| Vainqueur de la Coupe des Maldives 2015   | Maziya SRC              |
| Qualifications continentales              |                         |
| Coupe de l'AFC 2016                       | New Radiant             |
| Coupe de l'AFC 2016                       | Maziya SRC              |
| Promotions et relégations                 |                         |
| Promus en Dhivehi League                  | United Victory          |
| Relégués                                  | Mahibadhoo SC           |